# Albanska telegrafiska byrån
Albanska telegrafiska byrån (på albanska Agjencia Telegrafike Shqiptare [ATA]) är den albanska regeringens officiella kanal för nyheter på albanska, engelska och franska.
ATA grundades 1929 och är medlem i Black Sea Association of National News Agencies.